# Хаманамі
«Хаманамі» (Hamanami, яп. 濱波) — ескадрений міноносець Імперського флоту Японії типу «Югумо», який взяв участь у Другій світовій війні.

## Історія створення
Корабель був закладений 28 квітня 1942 року на верфі ВМФ у Майдзуру. Спущений на воду 18 квітня 1943 року, вступив у стрій 15 жовтня того ж року.

## Історія служби
Два місяці після завершення «Хаманамі» займався тренуваннями у водах Японського архіпелагу, при цьому з 15 грудня 1943-го він належав до 32-ї дивізії ескадрених міноносців.
25 грудня 1943 — 4 січня 1944 есмінець супроводив конвой з Саєкі (північно-східне узбережжя Кюсю) на атол Трук у центральній частині Каролінських островів (тут була головна база японського ВМФ у Океанії), а 20—26 січня провів звідти до Палау (важливий транспортний хаб у західній частині Каролінського архіпелагу) конвой № 7202. 1—7 лютого «Хаманамі» охороняв флотський танкер «Сата», що прямував з Палау на Трук, а 12—20 лютого провів конвой №7125 на Палау.
З 18 березня по 2 квітня 1944-го «Хаманамі» пройшов для супроводу танкерів за маршрутом Палау — Таракан та Балікпапан (центри нафтовидобутку на сході Борнео) — Давао (порт на південному узбережжі філіппінського острова Мінданао). Первісно наступним пунктом призначення був Палау, проте 30 березня ця база була розгромлена під час рейду ворожого авіаносного з'єднання, тому конвой у підсумку повернув на захід та 14 квітня досягнув якірної стоянки Лінгга в районі Сінгапура, де зібрались головні сили японського флоту (дії підводних човнів на комунікаціях вкрай ускладнювали доставлення палива до Японії та призвели до рішення базувати кораблі у Південно-Східній Азії поблизу від районів нафтовидобутку).
12—15 травня 1944-го «Хаманамі» взяв участь у супроводі флоту з Лінгга до Таві-Таві (у філіппінському архіпелазі Сулу поряд з нафтовидобувними районами острова Борнео). На той час японське командування очікувало неминучої ворожої атаки на головний оборонний периметр імперії (Маріанські острови — Палау — західна частина Нової Гвінеї) і перебазувало головні сили ближче до місця майбутніх подій. 12 червня американці розпочали операцію з оволодіння Маріанськими островами й невдовзі головні сили японського флоту вийшли з Таві-Таві для контратаки, при цьому «Хаманамі» разом з 6 іншими есмінцями і легким крейсером забезпечував охорону «загону C», головну силу якого становили лінкори та важкі крейсери. 19—20 червня японці зазнали важкої поразки в битві у Філіппінському морі, а за кілька діб японський флот прибув до метрополії.
8—16 липня 1944-го «Хаманамі» взяв участь у ескортуванні основних сил флоту з Куре до Лінгга, де перебував наступні 3 місяці. У середині жовтня союзники розпочали операцію на Філіппінах і 18 жовтня головні сили японського флоту полишили Лінгга. Вони пройшли через Бруней, після чого розділились на два з'єднання. «Хаманамі» увійшов до ескорту головних сил адмірала Куріти, які 24 жовтня під потужними ударами американської авіації пройшли через море Сібуян (внутрішня частина Філіппінського архіпелагу на південь від острова Лусон). Далі з'єднання Куріти вийшло у Філіппінське море та 25 жовтня провело бій біля острова Самар з групою ескортних авіаносців, втім, есмінець не брав у ньому активної участі. Після бою розпочався відступ залишків японського флоту, під час якого 26 жовтня «Хаманамі» допомагав пошкодженому авіацією легкому крейсеру «Носіро», а потім разом з іншим есмінцем «Акісімо» врятував більшу частину екіпажу крейсера. 29 жовтня «Хаманамі» прибув до Брунею.

### Загибель
4 листопада 1944-го «Хаманамі» прибув до Маніли, а невдовзі його залучили до транспортної операції TA, метою якої була доставка підкріплень на острів Лейте (саме тут висадився перший десант союзників на Філіппінах) до затоки Ормок. 9 листопада «Хаманамі» разом зі ще одним есмінцем та одним ескортним есмінцем вийшли з Маніли для супроводу конвою TA-3. Після зустрічі з конвоєм TA № 4, що вже здійснював зворотний перехід, склад охорони змінився та тепер складався з «Хаманамі» та 4 інших есмінців. 11 листопада в затоці Ормок «Хаманамі» був потоплений авіацією, загинуло 63 члени екіпажу. Ще 167 моряків підібрав «Асасімо» — єдиний вцілілий з 5 есмінців охорони TA-3.